# Château d'Ételan
Le château d'Ételan est une demeure, de la fin du XVe siècle de style gothique flamboyant, qui se dresse sur le territoire de la commune française de Saint-Maurice-d'Ételan, dans le département de la Seine-Maritime, en région Normandie.
Le château, propriété privée, est inscrit au titre des monuments historiques.

## Localisation
Le château est situé sur la rive droite de la Seine, entre les ponts de Brotonne et de Tancarville, dominant la dernière boucle du fleuve, au sein du parc naturel régional des Boucles de la Seine Normande, sur la commune de Saint-Maurice-d'Ételan, dans le département français de la Seine-Maritime.

## Toponymie
Saint-Maurice-d'Ételan est citée sous la forme Esteilant en 1050-1066.
On y reconnaît l'élément germanique et norrois land, au sens de « terrain », attesté par ailleurs en Normandie et un autre élément qui pourrait être le vieil anglais stēġili « abrupte, escarpé ». Toponyme vieil anglais typique, contemporain à l'installation des fermiers anglo-scandinaves au Xe siècle en Normandie. Homonymie avec Etelan à Catz (Manche).

## Historique
C'est peut-être une motte castrale ou un château primitif qui a donné son nom à l'édifice actuel, puis au bourg de Saint-Maurice, à moins que ce ne soit l'inverse.
Une plaque de marbre scellée dans le cabinet d'Ételan retrace la liste des propriétaires du domaine depuis 1383. Guillaume Picard, général de la justice des aides de Normandie, fait construire sa maison campagnarde d'Ételan entre 1468 et 1475.
C'est en 1494 que Louis Picard, bailli de Troyes et de Tournai, familier du cardinal d’Amboise, ami et chambellan du roi Louis XII, qu'il accompagnera en Italie, entreprend la construction du château actuel, sur une terre acquise par son père, Guillaume Picard, général des finances de Louis XI et bailli de Rouen. Sa petite-fille, Charlotte d'Esquetot, épouse Charles de Cossé, maréchal de Brissac. En août 1563, celui-ci reçoit à Ételan Catherine de Médicis, alors régente, et le jeune roi Charles IX qui viennent de reprendre Le Havre aux Anglais (27 juillet 1563). C’est au château d'Ételan que la Régente, le 4 août 1563, sur les conseils de Michel de L'Hospital, décide de proclamer, avec un an d'avance, la majorité du roi. À Ételan, elle fait rédiger puis signe et scelle les « lettres de majorité du roi ».
Le château reste la propriété des maréchaux de Brissac jusqu'en 1621, année où il passe par mariage à la famille d'Épinay de Saint-Luc, qui le vend en 1714 à Charles Hénault, et dont héritera son fils, Jean-François Hénault, président au Parlement de Paris et surintendant de la Maison de la reine Marie Leszczynska, historien, grand ami de Voltaire, qu'il accueillera au château, et des philosophes, qui le lèguera en 1770 à son neveu, le comte de Jonzac.
À partir de 1774, le château sera successivement la propriété de la famille Belhomme de Glatigny, du marquis de Martainville, maire de Rouen sous Charles X, de la famille Deschamps de Boishébert qui le restaure vers 1868, d'Auguste Desgenétais, qui fait restaurer la chapelle par l'architecte rouennais Simon, puis des Castelbajac et Charbonnière.
Le château, restauré au XIXe siècle, est ravagé par un incendie en novembre 1940 provoqué accidentellement par une compagnie à cheval des troupes d'invasion allemandes qui occupait le château, et il est réquisitionné en 1943 pour accueillir une soixantaine d'enfants du Havre bombardée par l'aviation alliée.
De 1961 à 1975, il est la propriété de M. Georges Petit qui commence la restauration du gros œuvre, et est reprise à partir de 1978 par M. et Mme Jacques Boudier.
Après plus de trente années de travaux de restauration, le château et la chapelle ont retrouvé leurs splendeurs d'antan en 1994 pour le 500e anniversaire de sa construction. 
Trois tilleuls multi-centenaires du parc ont été classés « Arbres remarquables » en 2010.
La chronique ou la tradition nous apprend que les personnages suivants ont séjourné ou sont passés à Ételan : Louis XI (6 juin ainsi que 13 juillet 1475), François Ier (durant la construction du Hâvre-de-Grâce), Catherine de Médicis et Charles IX en compagnie des futurs Henri III, Henri IV, de Marguerite de Valois et Michel de L'Hospital (août 1563). Voltaire en (1723-1724). André Caplet, compositeur Grand prix de Rome 1901, y séjournera souvent et y achèvera notamment sa messe à trois voix.

## Description
Le château d'Ételan a été bâti à partir de 1494 par Louis Picard sur l'emplacement d’un château fort, rasé sur les ordres de Louis XI. Il ne reste de la construction médiévale qu'une cave, un mur d'enceinte et la maison des gardes datée de 1350. De style gothique flamboyant, l'édifice est contemporain du Palais de Justice et de l'hôtel de Bourgtheroulde de Rouen, ainsi que du vieux château de Clères. Il est composé de deux corps de logis à appareillage de pierres et de briques alternées reliés entre eux par une galerie d'escalier en pierre datant de la première Renaissance.
Il est entouré d'un parc de 20 hectares.

### La chapelle

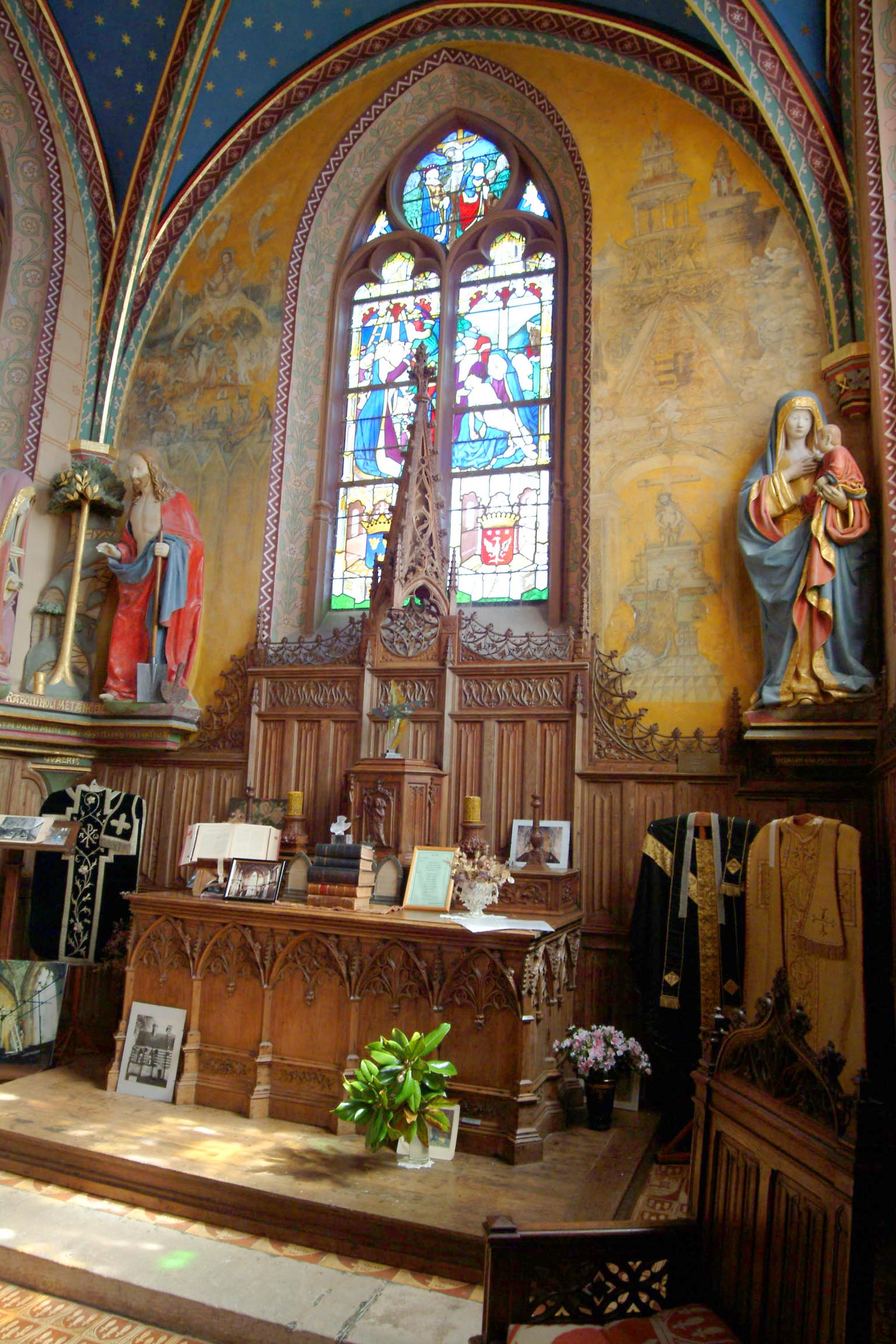
La chapelle du château.

Partie intégrante du bâtiment principal, la chapelle du château, dédiée à sainte Madeleine, en est le joyau. L'abbé Cochet la comparait à celle du château de Blois ou d’Amboise. En effet, c’est un lieu unique où sont réunis des vitraux, des fresques et des statues polychromes de ce qui fut la première Renaissance normande et dont les initiateurs furent les cardinaux d’Amboise.
Classé monument historique en 1941, l'État, le Département, les Amis du château d'Ételan et les propriétaires poursuivirent les travaux durant dix-sept ans. La restauration fut terminée en 1994 pour le 500e anniversaire de sa construction.
On peut également y admirer un bénitier du XVIe siècle, une piscine du XVIIe siècle et des boiseries troubadour.

## Protection
Le château d'Ételan est inscrit au titre des monuments historiques par arrêté du 16 avril 1941.

### Site naturel
L'ancien domaine d'Ételan constitue un site naturel classé.

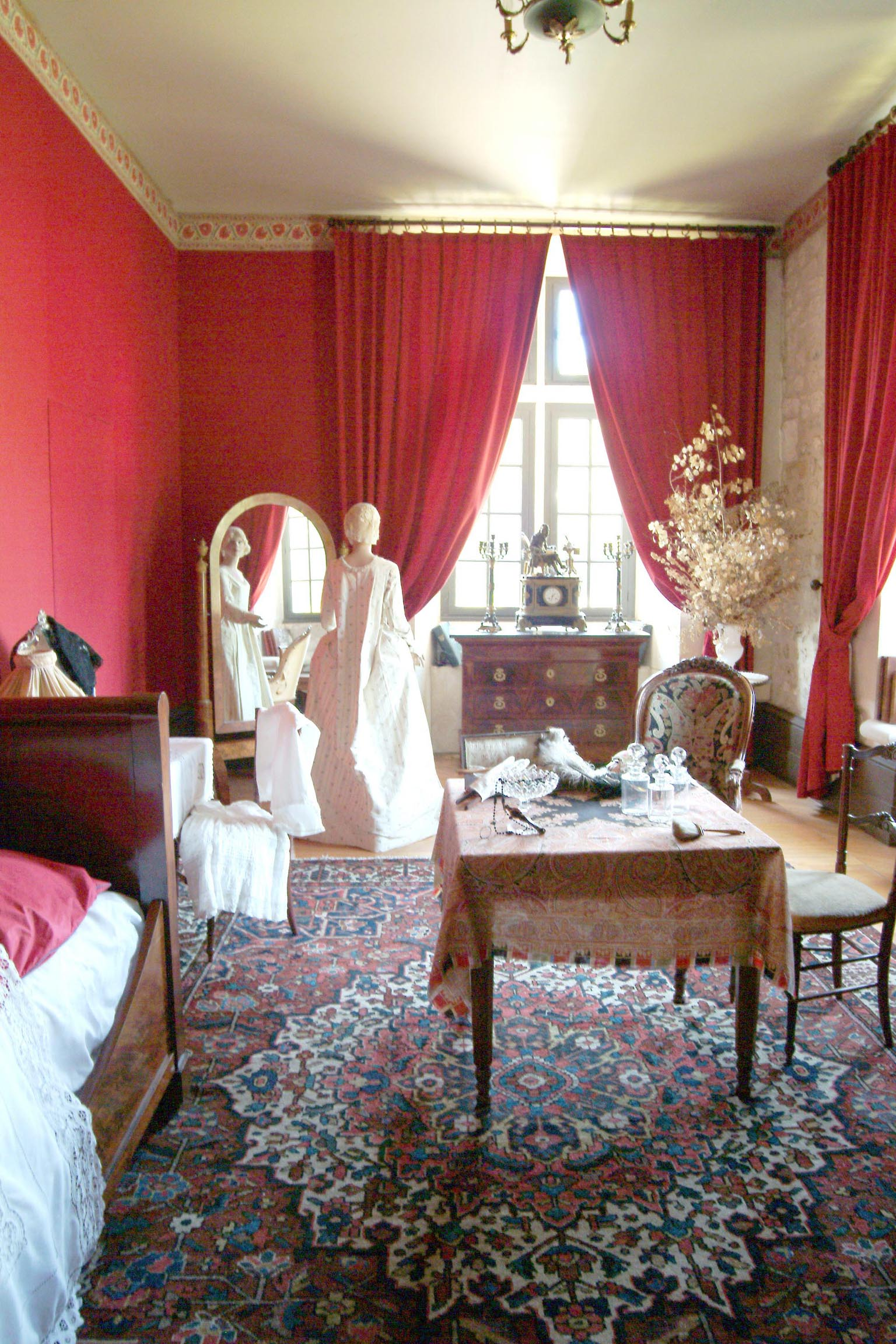
Antichambre de la reine.
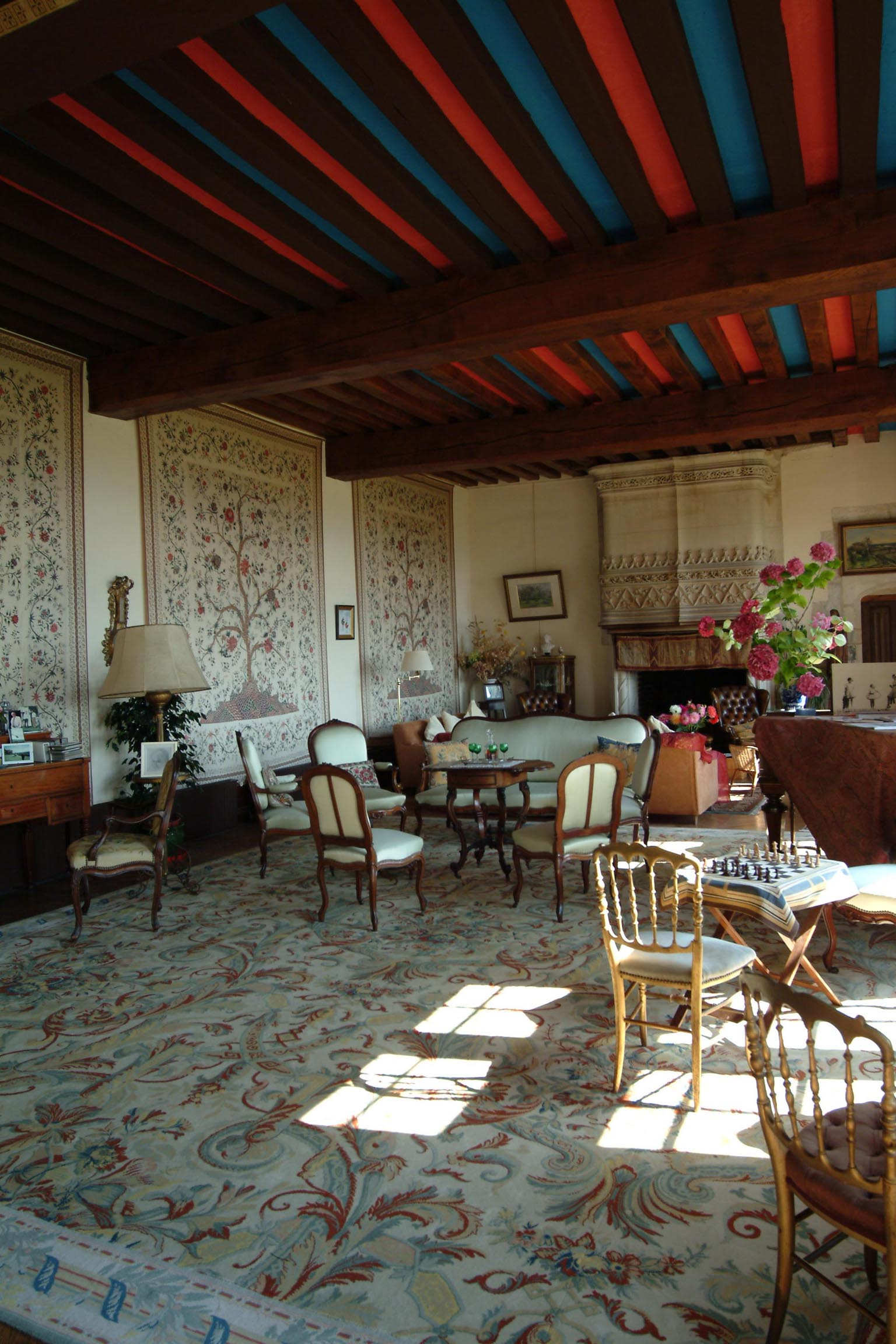
Grand salon.
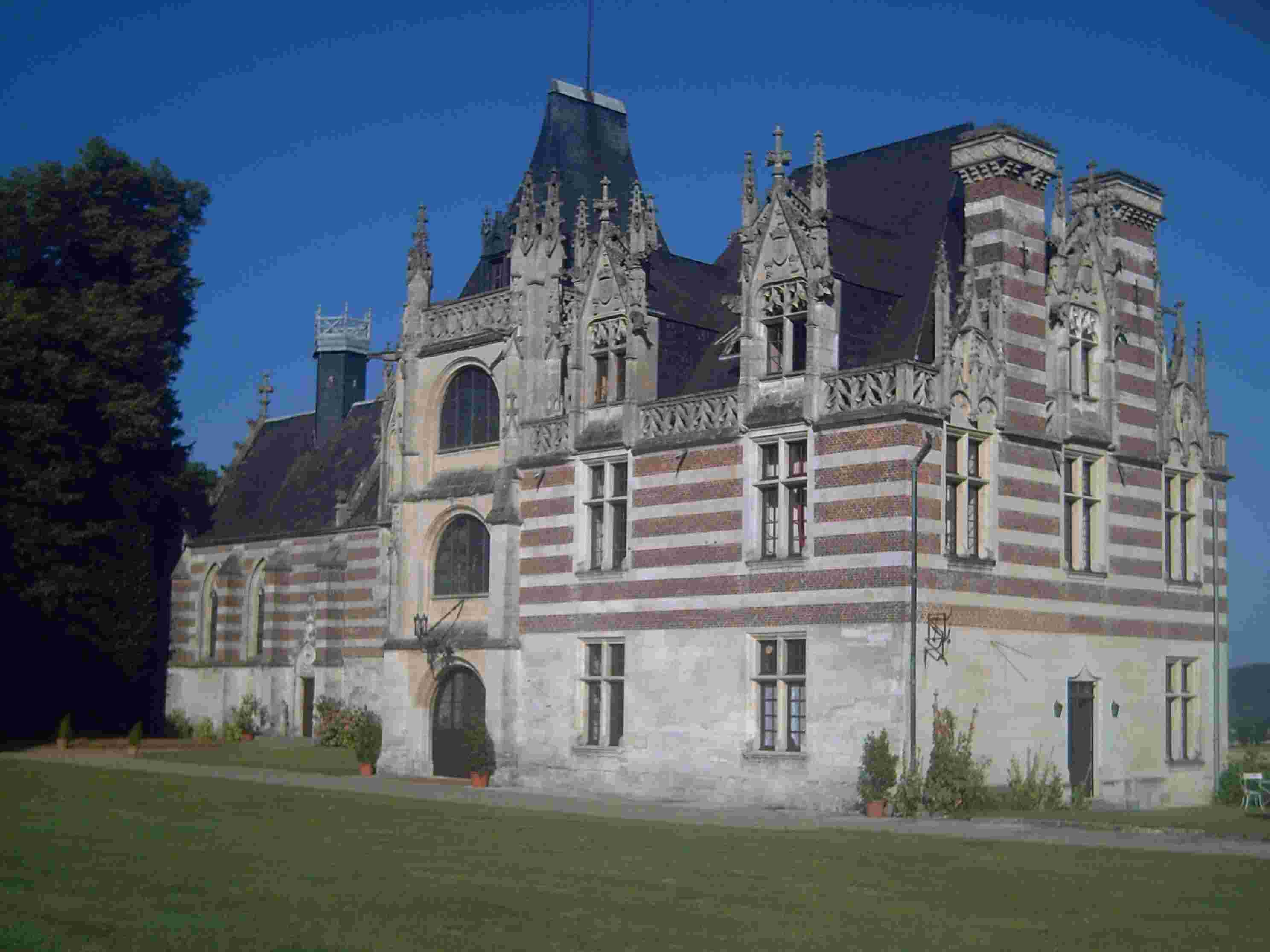
Façade est.
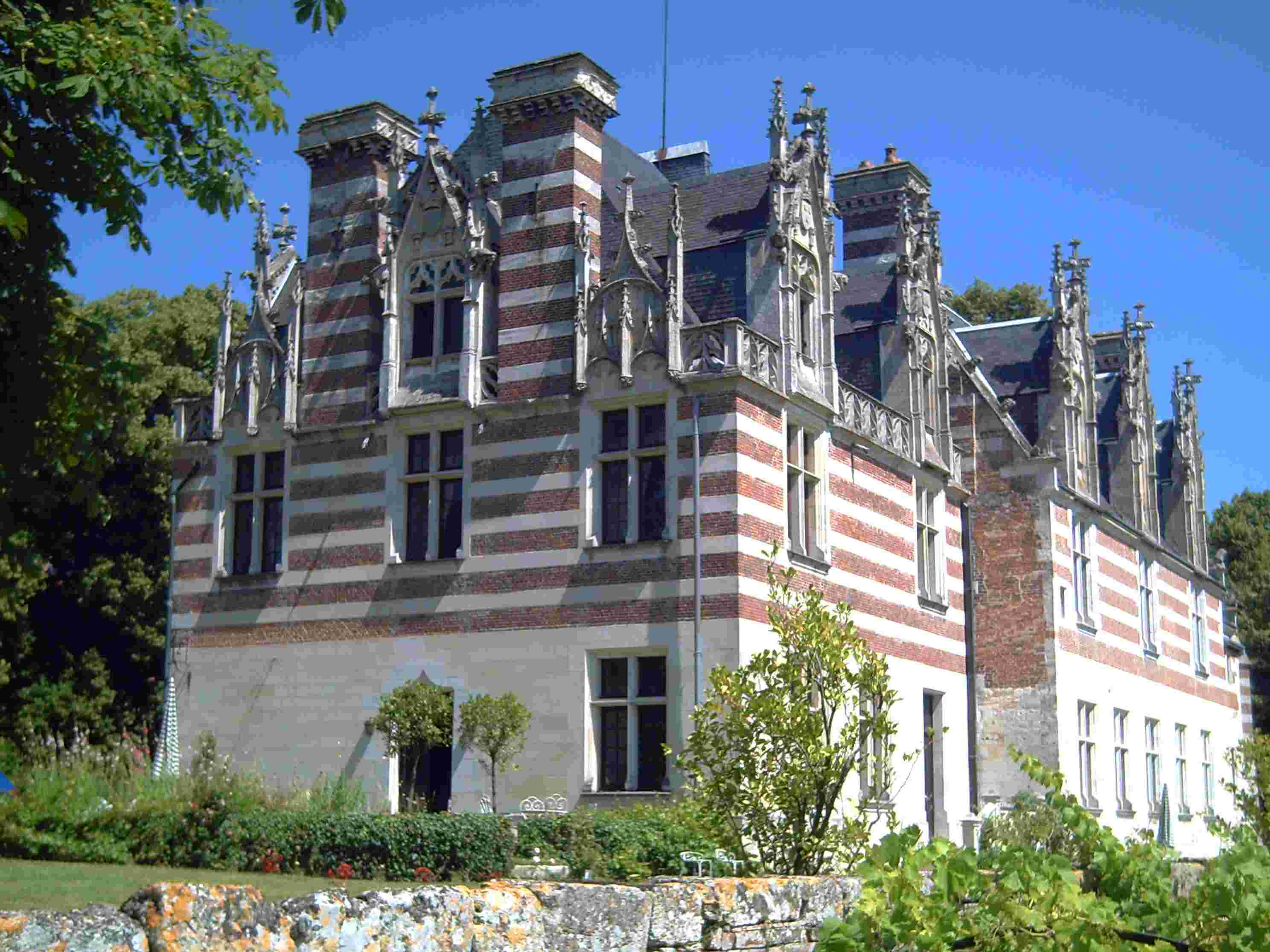
Façade ouest.

## Armoiries
- Picard d'Estelan et de Radeval : de gueules à trois fers de pique d'argent[8].
- Picard d'Estelan : 1 : de gueules à trois piques d'or, au chef crénelé d'or, armoiries des Picard d'Ételan ; 2 : mi parti en 1, fasce de gueules et d'azur, en 2, de gueules à 3 piques d'or, Picard d'Ételan[9].
- Picard de Radeval : d'azur à trois fers de pique d'or[10].

## Pour approfondir